# العلاقات الغانية الليختنشتانية
العلاقات الغانية الليختنشتانية هي العلاقات الثنائية التي تجمع بين غانا وليختنشتاين.

## مقارنة بين البلدين
هذه مقارنة عامة ومرجعية للدولتين:
| وجه المقارنة                                              | غانا         | ليختنشتاين                                 |
| --------------------------------------------------------- | ------------ | ------------------------------------------ |
| المساحة (كم2)                                             | 238.53 ألف   | 16                                         |
| عدد السكان (نسمة)                                         | 26.91 مليون  | 37.47 ألف                                  |
| الكثافة السكانية (ن./كم²)                                 | 112.82       | 234.19 ألف                                 |
| العاصمة                                                   | أكرا         | فادوتس                                     |
| اللغة الرسمية                                             | لغة إنجليزية | اللغة الألمانية                            |
| العملة                                                    | سيدي غاني    | فرنك سويسري                                |
| الناتج المحلي الإجمالي (بليون دولار)                      | 47.33 مليار  | 6.29 مليار                                 |
| الناتج المحلي الإجمالي (تعادل القوة الشرائية) بليون دولار | 115.41 مليار |                                            |
| الناتج المحلي الإجمالي الاسمي للفرد دولار أمريكي          | 1.37 ألف     |                                            |
| الناتج المحلي الإجمالي للفرد دولار أمريكي                 | 4.08 ألف     |                                            |
| مؤشر التنمية البشرية                                      | 0.579        | 0.908                                      |
| رمز المكالمات الدولي                                      | +233         | +423                                       |
| رمز الإنترنت                                              | .gh          | .li                                        |
| المنطقة الزمنية                                           | 00           | توقيت وسط أوروبا، ت ع م+01:00، ت ع م+02:00 |

## منظمات دولية مشتركة
يشترك البلدان في عضوية مجموعة من المنظمات الدولية، منها:
| علم المنظمة | اسم المنظمة                   | تاريخ انضمام غانا | تاريخ انضمام ليختنشتاين |
| ----------- | ----------------------------- | ----------------- | ----------------------- |
|             | الاتحاد البريدي العالمي       | ?                 | ?                       |
|             | الاتحاد الدولي للاتصالات      | 17 مايو 1957      | 25 يوليو 1963           |
|             | منظمة حظر الأسلحة الكيميائية  | ?                 | ?                       |
|             | منظمة التجارة العالمية        | ?                 | ?                       |
|             | منظمة الشرطة الجنائية الدولية | ?                 | ?                       |
|             | الأمم المتحدة                 | 8 مارس 1957       | 18 سبتمبر 1990          |

## وصلات خارجية
- موقع وزارة الخارجية الغانية